# Bounce (canción de Calvin Harris)
«Bounce» (en español:«Rebotar») es una canción creada por el productor y cantante escocés Calvin Harris que cuenta con la colaboración de la cantante estadounidense Kelis. Ésta fue lanzada como el primer sencillo del tercer álbum de estudio de Harris, 18 Months, editado en octubre de 2012. La canción fue estrenada el 29 de abril de 2011 en el programa de radio de Annie Mac, de la BBC Radio 1, y lanzada el 12 de junio de 2011 como descarga.

## Video musical
El video musical de «Bounce» fue estrenado en la cuenta de Vevo de Calvin Harris, en mayo de 2011. Fue grabado en las festivas calles de Las Vegas y dirigido por Vincent Haycock. En él participan los modelos Bebe Zeva y AJ English.

## Listado de canciones
| CDr, Single, Promo |                         |          |  |
| N.º                | Título                  | Duración |  |
| 1.                 | «Bounce» (Radio Edit)   | 3:42     |  |
| 2.                 | «Bounce» (Extended Mix) | 5:59     |  |
| 3.                 | «Bounce» (Instrumental) | 3:40     |  |
| 4.                 | «Awooga»                | 7:12     |  |

| Descarga Digital (Remixes) |                                |          |  |
| N.º                        | Título                         | Duración |  |
| 1.                         | «Bounce» (Radio Edit)          | 3:42     |  |
| 2.                         | «Bounce» (Michael Woods Remix) | 5:36     |  |
| 3.                         | «Bounce» (DJ R3hab Remix)      | 5:23     |  |
| 4.                         | «Bounce» (Sandro Silva Remix)  | 6:43     |  |
| 5.                         | «Bounce» (Fly Eye Club Mix)    | 6:06     |  |

## Posicionamiento en listas y certificaciones
| Lista (2011)                                | Mejor posición |
| ------------------------------------------- | -------------- |
| Australia (ARIA)                            | 7              |
| Australia (ARIA Dance)                      | 1              |
| Bélgica (Flandes) (Ultratop 50)             | 8              |
| Bélgica (Valonia) (Ultratip Bubbling Under) | 23             |
| Dinamarca (Tracklisten)                     | 4              |
| Escocia (The Official Charts Company)       | 1              |
| Estados Unidos (Hot Dance Club Songs)       | 22             |
| Irlanda (IRMA)                              | 6              |
| Noruega (VG-lista)                          | 18             |
| Nueva Zelanda (Recorded Music NZ)           | 6              |
| Países Bajos (Dutch Top 40)                 | 28             |
| Polonia (Dance Top 50)                      | 30             |
| Reino Unido (UK Dance Chart)                | 2              |
| Reino Unido (UK Singles Chart)              | 2              |

| Lista (2011)                              | Posición |
| ----------------------------------------- | -------- |
| Polonia (Dance Singles Chart)             | 96       |
| Reino Unido (The Official Charts Company) | 33       |

| País          | Organismo certificador | Certificación | Ventas  | Ref.   |
| ------------- | ---------------------- | ------------- | ------- | ------ |
| Australia     | ARIA                   | 3× Platino    | 210 000 | [ 21 ] |
| Dinamarca     | IFPI (Dinamarca)       | Oro           | 15 000  | [ 22 ] |
| Nueva Zelanda | RIANZ                  | Oro           | 7 500   | [ 23 ] |
| Reino Unido   | BPI                    | Oro           | 400 000 | [ 24 ] |

### Sucesión en listas
| Predecesor: «Changed the Way You Kiss Me» de Example | Scottish Singles Top 40 — Sencillo Nro 1 25 de junio de 2011 – 1 de julio de 2011 | Sucesor: «Don't Wanna Go Home» de Jason Derülo |